# Rudolf Gregor Knabl
Rudolf Gregor Knabl (* 11. April 1951 in München) ist ein deutscher Komponist, der besonders für das Theater tätig ist.

## Leben
Der Sohn des Zithervirtuosen Rudi Knabl begann früh, verschiedene Instrumente zu spielen und Musikstücke zu komponieren. An der Musikhochschule München studierte er von 1971 bis 1978 bei Wilhelm Killmayer Komposition und Klarinette. Bereits während des Studiums war er als Arrangeur und Filmkomponist tätig. Als Autor und Instrumentalist beschäftigte er sich mit Neuer Musik und Jazz.
Nach dem Abschluss seines Studiums wurde Knabl 1978 als Komponist und musikalischer Leiter am Bayerischen Staatsschauspiel München engagiert. Dort komponierte er Bühnenmusik für zahlreiche Aufführungen. Als Gast wirkte er an verschiedenen anderen Bühnen, unter anderem am Wiener Burgtheater, am Schauspielhaus Düsseldorf und am Deutschen Theater Göttingen.

## Filmografie
- 1985: Der eiserne Weg
- 1985: Tatort: Schicki-Micki
- 1987: Triumph der Gerechten
- 1988: Anwalt Abel: Der Dienstagsmann
- 1994: Polizeiruf 110: Gespenster
- 1996: Inzest – Ein Fall für Sina Teufel
- 2002: Hinterlassenschaften
- 2005: Zeit der Fische
- 2006: Mozart – Ich hätte München Ehre gemacht

## Hörspiele
- 1979: Ana Diosdado: Schluck deinen Ärger runter – Regie: Peter M. Preissler (Hörspiel – BR)
- 1980: Marcel Pagnol: Die Tochter des Brunnenmachers – Regie: Peter M. Preissler (Hörspielbearbeitung – BR)